# ماری ترز مائورت
ماری ترز شارلوت دوپوی (مائورت) (۲۸ سپتامبر ۱۸۹۰ – ۲۵ ژوئن ۱۹۸۹) یک آموزگار فرانسوی بود که در ژنو، در مدرسه بین‌المللی ژنو (Ecolint) کار می‌کرد.
- وی نویسنده یک متد آموزشی مبتنی بر صلح و الهام گرفته از مؤسسه بین‌المللی موجود در ژنو (جامعه ملت‌ها و سازمان بین‌المللی کار) بود.
- متد آموزشی او اساس  نظام آموزش بین المللی IB می‌باشد.
- او به عنوان آموزگار در مدرسه بین‌المللی ژنو که توسط آموزگاران محلی و مسیولان جامعه ملت‌ها و ILO بنیان‌گذاری شده بود، کار می‌کرد.
- او از سال ۱۹۲۵ تا ۱۹۵۰ مدیریت مدرسه را عهده دار بود و با حمایت از آموزش برای صلح بر اساس احترام و پذیرش دیگران و گرایش شدید به تفکر بین‌المللی، تأثیر چشم گیری در سیستم آموزشی آن مدرسه داشت.
- ماری در سال ۱۹۴۸ در پی درخواست سازمان یونسکو اهداف اصلی متد آموزشی خود را در کتابچه‌ای با عنوان " آیا تکنیکهای آموزشی برای صلح وجود دارد؟" منتشر کرد.
- ماری ترز شارلوت دوپوی (مائورت) در ۲۵ ژوئن ۱۹۸۹ در سن ۹۸ سالگی در شهر پاریس درگذشت.